# Джексон (Нью-Гемпшир)
Джексон (англ. Jackson) — місто (англ. town) в США, в окрузі Керролл штату Нью-Гемпшир. Населення — 1028 осіб (2020).

## Демографія
Згідно з переписом 2010 року, у місті мешкало 816 осіб у 399 домогосподарствах у складі 241 родини. Було 1009 помешкань
Расовий склад населення:
| - 98,2 % — білих - 0,6 % — азіатів - 0,2 % — корінних американців |

До двох чи більше рас належало 0,9 %. Частка іспаномовних становила 0,7 % від усіх жителів.
За віковим діапазоном населення розподілялося таким чином: 13,0 % — особи молодші 18 років, 60,4 % — особи у віці 18—64 років, 26,6 % — особи у віці 65 років та старші. Медіана віку мешканця становила 54,3 року. На 100 осіб жіночої статі у місті припадало 106,1 чоловіків;  на 100 жінок у віці від 18 років та старших — 104,6 чоловіків також старших 18 років.
Середній дохід на одне домашнє господарство  становив 90 220 доларів США (медіана — 62 875), а середній дохід на одну сім'ю — 101 268 доларів (медіана — 75 000). Медіана доходів становила 44 271 долар для чоловіків та 28 500 доларів для жінок. За межею бідності перебувало 12,9 % осіб, у тому числі 29,1 % дітей у віці до 18 років та 6,2 % осіб у віці 65 років та старших.
Цивільне працевлаштоване населення становило 490 осіб. Основні галузі зайнятості: мистецтво, розваги та відпочинок — 26,7 %, освіта, охорона здоров'я та соціальна допомога — 21,4 %, науковці, спеціалісти, менеджери — 14,7 %, фінанси, страхування та нерухомість — 9,2 %.